# 町田幸夫
町田 幸夫（まちだ ゆきお、1937年11月12日 - ）は、東京都出身の日本の俳優。血液型はO型。身長は170cm。体重は75kg。
東京俳優生活協同組合に所属していた。

## 出演

### 映画
- 「黄金の犬」（1979年6月2日） - 遠沢の取り巻き 役

### テレビドラマ

#### NHK
- 大河ドラマ
  - 「国盗り物語」第45話（1973年11月11日） - 伊賀衆 役
  - 「勝海舟」
    - 第13話「巣立ち」（1974年3月31日） - 与力古井 役
    - 第23話「冬牡丹」（1974年6月9日） - 目付 役

  - 「風と雲と虹と」第15話（1976年4月11日） - 船頭 役
  - 「獅子の時代」（1980年1月6日 - 12月21日） - 車引き 役
  - 「峠の群像」第24話（1982年6月20日） - 浜男 役
  - 「徳川家康」第17話（1983年5月1日） - 百姓 役
  - 「山河燃ゆ」第11話（1984年3月18日） - 受付 役
  - 「いのち」第33話（1986年8月17日） - 町の男 役
  - 「翔ぶが如く」第37話・第39話・最終話（1990年9月23日・10月7日・12月9日） - 大木喬任 役
  - 「太平記」第1話（1991年1月6日） - 安達宗景 役
  - 「信長 KING OF ZIPANGU」第22話・第23話（1992年5月31日・6月7日） - 信徒 役
- 「勇者は語らず いま、日米自動車戦争は」第3話（1983年2月9日）
- 連続テレビ小説「おしん」第167話（1983年10月21日） - 客 役
- 「詩城の旅びと」第1話（1989年10月9日）
- 「ビジネスマンの父より息子への30通の手紙」（1990年6月19日 - 7月17日）
- 「大石内蔵助 冬の決戦」（1991年1月1日）
- 「チロルの挽歌」第1話（1992年4月11日）
- 「きっと明日は」（1996年） - 紀子の父 役
- 「結婚前夜」第3話（1998年8月5日）
- 「天才てれびくん 魔界探偵」最終話（2000年11月27日 - 12月6日、NHK教育テレビジョン） - 四暗刻 役

#### 日本テレビ
- 「おこれ!男だ」最終話（1973年9月30日）
- 「伝七捕物帳」第17話（1974年1月29日）
- 「おからの華」（1974年10月7日 - 1975年12月29日）
- 「おんな浮世絵・紅之介参る!」第11話（1974年12月15日）
- 太陽にほえろ!シリーズ
  - 「太陽にほえろ!」
    - 第132話「走れ! ナポレオン」（1975年1月24日）
    - 第268話「偶然」（1977年9月16日） - 興東物産守衛 役
    - 第323話「愛は何処へ」（1978年10月6日） - トラック運転手 役
    - 第378話「やさしい棘」（1979年10月26日） - 霊安室の警察官 役
    - 第383話「兄貴」（1979年11月30日） - 川田登 役
    - 第399話「廃墟の決闘」（1980年3月21日） - 香川 役
    - 第416話「ゴリさんが殺人犯?」（1980年7月25日）
    - 第430話「東京大追跡」（1980年10月31日） - タクシー運転手 役
    - 第441話「カーテン」（1981年1月23日） - 東都予備校職員 役
    - 第461話「ドックのつぶやき」（1981年6月12日） - 矢追マンションの住人 役
    - 第467話「スコッチ非情」（1981年7月24日） - 山口 役
    - 第524話「ラガーのラブレター」（1982年9月24日） - 警備員 役
    - 第533話「後輩」（1982年11月26日）
    - 第565話「正義に拳銃を向けた男」（1983年8月5日） - タクシー運転手 役
    - 第614話「17才」（1984年9月7日） - トラック運転手 役
    - 第632話「恐ろしい」（1985年1月11日） - 監察医 役
    - 第687話「男と女の関係」（1986年3月7日） - タクシー運転手 役

  - 「太陽にほえろ!PART2」第10話（1987年2月6日）
- 「剣と風と子守唄」第6話（1975年5月6日） - 銀造 役
- 俺たちシリーズ
  - 「俺たちの旅」第29話（1976年4月25日）
  - 「俺たちの朝」第35話（1977年6月26日）
- 大都会シリーズ
  - 「大都会 闘いの日々」第7話（1976年2月17日）
  - 「大都会 PARTII」
    - 第19話「別件逮捕」（1977年8月9日）
    - 第38話「凶器が走る」（1977年12月20日）

  - 「大都会 PARTIII」
    - 第4話「吠えるショットガン」（1978年10月24日）
    - 第15話「報復」（1979年1月16日）
    - 第40話「ドクター宗方の証言」（1979年7月10日）
    - 最終話「黒岩軍団抹殺指令」（1979年9月11日）
- 「気まぐれ天使」第9話・第28話（1976年12月1日・1977年4月20日）
- 「祭ばやしが聞こえる」第5話（1977年11月4日）
- 「気まぐれ本格派」第25話（1978年4月19日）
- 「新五捕物帳」
  - 第39話「ど根性親子」（1978年9月26日）
  - 第65話「あした幸せなら」（1979年4月3日） - 番頭 役
  - 第78話「夢に消えた父子唄」（1979年9月18日）
  - 第91話「父の情けの花嫁衣裳」（1979年12月18日） - 廻船問屋の番頭 役
  - 第92話「十字架の光の陰に」（1979年12月25日）
  - 第94話「空っ風の唄」（1980年1月15日） - 町人 役
  - 第114話「花ひらく愛の灯」（1980年9月9日）
- 西遊記シリーズ
  - 「西遊記」第7話（1978年11月12日）
  - 「西遊記II」第17話・第19話（1980年3月9日・3月23日）
- 「俺たちは天使だ!」第9話（1979年6月10日） - 保険会社幹部 役
- 「警視-K」第3話（1980年10月21日）
- 「熱中時代 第2シリーズ」第23話（1980年12月13日） - 運転手 役
- 「俺はおまわり君」第16話（1981年7月22日）
- 「事件記者チャボ!」第3話（1983年11月19日） - 警官 役
- 「銭形平次」
  - 第11話「つっぱりお恵」（1987年3月24日）
  - スペシャル2「十手の道」（1987年4月7日）
  - 第33話「叱られた平次」（1987年11月24日）
- 火曜サスペンス劇場
  - 「第二回 日本推理サスペンス大賞 大賞受賞作品 魔術はささやく」（1990年4月3日）
  - 「神々が決めた相続人」（1992年6月9日）
  - 「監察医・室生亜季子」第25作（1999年5月4日）
  - 「容疑者」（2005年2月22日）
- ドラマシティ'92「超不思議物語」（1992年6月18日）
- 「サイコメトラーEIJI2」最終話（1999年12月18日）

#### TBS
- 「なんたって18歳!」第14話（1972年1月4日）
- 刑事くんシリーズ
  - 「刑事くん 第1部」第27話（1972年3月6日）
  - 「刑事くん 第3部」第14話（1975年2月10日）
- 「風の中のあいつ」第9話・第10話（1973年12月2日・12月9日）
- 「悪魔のようなあいつ」第7話（1975年7月18日）
- 「青春の門 第一部 筑豊編」第8話（1976年5月26日）
- 東芝日曜劇場
  - 「おんなの家」第7作（1977年6月5日）
  - 「サラダ記念日」（1987年10月18日）
  - 「鳩のいる風景」（1988年10月16日）
- 「森村誠一シリーズ 腐蝕の構造」第6話（1977年11月12日）
- 「赤い絆」第2話（1977年12月9日）
- 日立スペシャル
  - 「風が燃えた」（1978年3月6日）
  - 「空と海をこえて」（1989年9月16日）
- 「七人の刑事 第3シーズン」
  - 第2話「第一通報者」（1978年4月21日）
  - 第38話「夜歩く死者」（1979年2月2日）
- 「薔薇海峡」第1話（1978年12月22日）
- 「野々村病院物語」第21話（1981年9月29日） - 男 役
- 「夫婦」（1982年1月4日 - 3月5日）
- 「噂の刑事トミーとマツ 第2シリーズ」
  - 第8話「漁港の決闘! 決ったトミーの鯨突き」（1982年2月24日）
  - 第17話「アリャ?! カラテ美女の意外な弱点」（1982年4月28日）
- ザ・サスペンス
  - 「山之内家の惨劇」（1983年6月11日） - 記者 役
  - 「勝田清孝に間違えられた男」（1984年9月29日）
- 「昭和四十六年 大久保清の犯罪」（1983年8月29日）
- 「輝きたいの」第3話・最終話（1984年5月23日・5月30日）
- 「不良少女とよばれて」第14話（1984年7月17日）
- 「旦那さま大事」（1986年12月29日）
- 「さまざまな夜」（1988年3月7日 - 3月10日）
- 「意外とシングルガール」第2話（1988年8月31日） - 施工業者 役
- 「忠臣蔵・いのちの刻」（1988年12月28日）
- 「ふぞろいの林檎たちIII」第6話（1991年2月15日）
- 「ADブギ」第7話（1991年11月29日）
- 「麻意ちゃん、やさしさをありがとう!」（1998年9月18日）
- 「3年B組金八先生 第5シリーズ」第6話（1999年11月18日） - 吉岡町会長 役
- 「MR.BRAIN」第1話（2009年5月23日） - 本間英介 役

#### フジテレビ
- 「花くらべ」（1975年3月24日 - 6月6日） - 警官 役
- 「6羽のかもめ」第24話（1975年3月15日）
- 「新宿警察」第8話（1975年10月25日）
- 「逢えるかも知れない」第21話（1976年8月21日）
- 「渚より愛をこめて」（1976年8月23日 - 10月8日）
- 「あかんたれ」第19話（1976年11月5日）
- 「ご存知!女ねずみ小僧」第2話（1977年5月9日）
- 「同心部屋御用帳 江戸の旋風 第3シリーズ」第40話（1978年2月16日）
- 「騎馬奉行」第3話（1979年10月16日）
- 「大捜査線」
  - 第7話「明日からは泣かない」（1980年2月21日）
  - 第10話「誘拐」（1980年3月13日）
- 「雪の螢」（1983年12月5日 - 12月30日）
- 男と女のミステリー → 	金曜ドラマシアター
  - 「罠の中の女」（1988年10月21日）
  - 「ザ・スクープ」（1992年11月20日）
- 乱歩賞作家サスペンス「凶悪のマース」（1989年6月19日）

#### テレビ朝日
- 「特別機動捜査隊」
  - 第511話「黒い血」（1971年8月18日） - 警官 役
  - 第526話「ある男と女」（1971年12月1日） - 杉田 役
  - 第719話「瞼の母が憎い」（1975年8月20日） - 山本 役
- 「華麗なる一族」（1974年10月1日 - 1975年3月25日）
- 「浮浪雲」第12話（1978年6月25日）
- 「亭主の家出」第6話（1978年11月6日） - 巡査 役
- 「俺はあばれはっちゃく」第37話（1979年10月27日）
- 土曜ワイド劇場
  - 「白い手 美しい手 呪いの手」（1979年8月4日） - 社員 役
  - 「帝銀事件 大量殺人 獄中三十二年の死刑囚」（1980年1月26日）
  - 「家政婦は見た!」第5作（1987年4月11日）
  - 「京都殺人案内」第13作（1987年12月12日） - 運転手 役
  - 「鎖された旅券」（1992年6月27日）
  - 「津軽海峡をわたる女」（1994年2月12日）
  - 「新・女弁護士 朝吹里矢子」第4作（1996年10月19日） - 小料理屋「ひさご」主人 役
  - 「西村京太郎トラベルミステリー」第37作（2002年1月5日） - マンション管理人 役
- 西部警察シリーズ
  - 「西部警察 PART-I」
    - 第1話「無防備都市 -前編-」（1979年10月14日）
    - 第2話「無防備都市 -後編-」（1979年10月21日）
    - 第25話「刑事を奪え」（1980年3月30日）
    - 第108話「時効成立9分前」（1981年12月13日）

  - 「西部警察 PART-III」
    - 第52話「ターゲット・X! －鳩村、絶体絶命!－」（1984年5月20日）
    - 第54話「眼には眼を」（1984年6月3日）
- 「爆走! ドーベルマン刑事」第18話（1980年9月15日）
- 「走れ!熱血刑事」第23話（1981年5月25日）
- ザ・ハングマンシリーズ
  - 「ザ・ハングマン」第45話（1981年9月25日）
  - 「ザ・ハングマン4」第9話（1984年11月23日）
- 「新・海峡物語」第2話（1981年12月17日）
- 「特捜最前線」
  - 第329話「父と娘のしあわせ方程式!」（1983年9月14日）
  - 第357話「OL・疑惑の完全犯罪!」（1984年3月28日）
  - 第386話「OL・疑惑の失踪事件!」（1984年10月17日）
  - 第479話「真夏の夜の悪夢・風呂好きの死体!」（1984年8月14日）
- 「私鉄沿線97分署」第6話（1984年12月2日）
- 「どうぶつ通り夢ランド」第1話（1986年9月21日）
- 「ゴリラ・警視庁捜査第8班」第44話（1990年3月25日）
- 「代表取締役刑事」
  - 第17話「若者のすべて」（1991年2月17日）
  - 第32話「ヘッドライト」（1991年6月16日）
- 「さすらい刑事旅情編IV」第8話（1991年12月4日）
- はぐれ刑事純情派シリーズ
  - 「はぐれ刑事純情派 第12シリーズ」第26話（1999年9月22日） - 本田 役
  - 「はぐれ刑事純情派 第15シリーズ」第11話（2002年6月12日）

#### テレビ東京
- 「大江戸捜査網 第3シリーズ」
  - 第58話「人斬りに惚れた女」（1974年10月26日）
  - 第314話「悪を撃つ謎のオランダ銃」（1979年11月17日）
  - 第337話「女隠密怒りの逆襲」（1980年5月10日）
- 傑作推理受賞作シリーズ「笛吹けば人が死ぬ」（1989年4月17日）

### 特撮
- 「好き! すき!! 魔女先生」第6話（1971年11月7日、TBS） - 運転手の相棒 役
- ウルトラシリーズ（TBS）※ノンクレジット
  - 「帰ってきたウルトラマン」第39話（1972年1月7日） - 村人 役
  - 「ウルトラマンタロウ」第15話（1973年7月13日） - タクシー運転手 役
- 「超人バロム・1」第2話（1972年4月9日、日本テレビ） - 記者 役
- 「仮面ライダー」第89話（1972年12月9日、毎日放送） - トラック運転手 役
- 「キカイダー01」第5話（1973年6月9日、テレビ朝日） - 漁師 役
- 「イナズマン」第18話（1974年1月29日、テレビ朝日） - ドクバンバラの声 役
- 「ロボット110番」第4話（1977年5月6日、テレビ朝日） - 現場監督 役
- 「スパイダーマン」第35話（1979年1月17日、テレビ東京） - 刑事 役
- 「太陽戦隊サンバルカン」第39話（1981年11月7日、テレビ朝日） - 農家 役
- メタルヒーローシリーズ（テレビ朝日）
  - 「宇宙刑事シャイダー」第20話（1984年7月20日） - 総理大臣に取材する記者 役
  - 「特警ウインスペクター」第40話（1990年11月11日） - 高山工場長 役
  - 「特救指令ソルブレイン」第29話（1991年8月4日） - 刑事 役
  - 「特捜ロボ ジャンパーソン」第37話（1993年10月10日） - 真田博士 役
  - 「ブルースワット」第16話（1994年5月15日） - 刑事 役
- 「燃えろ!!ロボコン」第22話（1999年6月27日、テレビ朝日） - 川喜多謙 役

### その他
- 「非破壊検査PRESENTS 復興せよ! 後藤新平と大震災2400日の戦い」（2012年1月22日、日本テレビ）